# Могильна небезпека
«Могильна небезпека» (англ. Grave Peril) — книга Джима Батчера в жанрі наукової фантастики та фентезі, що вийшла 1 вересня 2001 року. Вона розповідає про пригоди професійного чарівника Гаррі Дрездена, єдиного професійного чарівника сучасного Чикаго. Це третя книга із серії «Файли Дрездена» (англ. The Dresden Files).

## Короткий опис сюжету
Цього разу Гаррі Дрездену та його помічнику, лицарю Хреста Майклу, доведеться побігати по місту виловлюючи божевільних привидів, які останнім часом сильно розбушувались. Незабаром з'ясовується й причина масового обурення привидів — хтось у Небивальщині (англ. Nevernever) огортає їх специфічним закляттям, що наражає їх на невпинні муки. Незабаром це закляття застосовується і проти колишнього поліцейського. І знову Дрездену доведеться розплутувати клубок дивних подій, паралельно (чи все ж таки взаємопов'язано?) намагаючись залишитися живими на прийомі, який влаштовує місцева повелителька вампірів.

## Список персонажів
- Гаррі Дрезден: Протагоніст; професійний чарівник, приватний детектив і поліцейський консультант; а ще він є у телефонній книзі.
- Сьюзен Родріґес: Репортер у the Midwestern Arcane, дівчина Дрездена.
- Лейтенант Керрін Мерфі: Керівник відділу Спеціальних Розслідувань Чиказького Департаменту Поліції.
- Боб: Інтелектуальний дух повітря, який поміщений всередину черепа, і проживає в підпідвальній лабораторії Дрездена.
- Майкл Карпентер: тесляр за фахом і лицар Хреста, який володіє мечем Амораккіус. Він познайомився з Дрезденом ще до подій цього роману.
- Мадам Б′янка Санкт-Клер: Власниця Оксамитового Салону, вампір Червоного Двору (англ. Red Court).
- Містер: 30-фунтовий домашній кіт Дрездена.
- Кравос (помер): Леонід Кравос, чаклун чорної магії, лідер культу та серійний вбивця. Він помер за три-чотири місяці до подій повісті. Він часто проявляється як Кошмар і є головним антагоністом книги.
- Леанансіде: Сідхе Зимового двору та фея-хрещена мати Гаррі.
- Чаріті Карпентер: дружина Майкла Карпентера. Вона познайомилася з Дрезденом ще до подій цього роману.
- Отець Фортхілл: священник церкви Святої Марії Ангелів; він забезпечує безпечний будинок для Лицарів Хреста. Він познайомився з Дрезденом ще до подій цього роману.
- Мортімер Ліндквіст: він бачить мертвих людей і спілкується з ними.
- Томас Рейт: білий придворний вампір і найменш привілейована дитина Білого короля.
- Джастін: подруга Томаса і жінка з секретом.
- Мавра: вампір Чорного Суду і чарівниця.
- Дон Паоло Ортега: герцог вампірів Червоного двору.
- Ферровакс або містер Ферро: дракон, напівбожественна істота величезної сили та один із гостей вечірки Б'янки.

## Сприйняття
Крістін Хантлі, яка писала для Booklist, назвала Дрездена «…симпатичним головним героєм, у якого більше, ніж його частка проблем, і „Могильна небезпека“ змушуватиме читачів гортати сторінки, щоб дізнатися, як він їх долає».
Publishers Weekly писав: «Незважаючи на цю вузьку точку зору [від першої особи], Батчер успішно надає вампірам і духам людський вимір за допомогою своїх яскравих описів і розмовних діалогів. Ця надто велика історія радше розважить молодих читачів, ніж шанувальників Лорел Гемілтон і Тані Гафф».